# Paramio
Paramio (en senabrés Paramiu) es una localidad española perteneciente al municipio de Robleda-Cervantes, en la provincia de Zamora, comunidad autónoma de Castilla y León.
Pertenece a la comarca de Sanabria, a lo que algunos denominan como Sanabria interior. De esta localidad destaca su notable valor paisajístico, encontrándose rodeada de bosques en los que predominan robles y castaños, por lo que se trata de un enclave idóneo para el descanso y las rutas de senderismo. Además, conserva muestras de la arquitectura tradicional de la comarca de Sanabria, tanto civil como religiosa. Su término se encuentra rodeado de la denominada «sierra de San Juan».
La iniciativa empresarial, basada en el aprovechamiento de los recursos naturales y turísticos de esta localidad, ha llevado a que recientemente se haya construido un centro de turismo rural.

## Historia
Durante la Edad Media quedó integrado en el Reino de León, cuyos monarcas habrían acometido la repoblación de la localidad dentro del proceso repoblador llevado a cabo en Sanabria. Tras la independencia de Portugal del reino leonés en 1143 habría sufrido por su situación geográfica los conflictos entre los reinos leonés y portugués por el control de la frontera, quedando estabilizada la situación a inicios del siglo XIII.
Posteriormente, en la Edad Moderna, Paramio fue una de las localidades que se integraron en la provincia de las Tierras del Conde de Benavente y dentro de esta en la receptoría de Sanabria. No obstante, al reestructurarse las provincias y crearse las actuales en 1833, Paramio, aún como municipio independiente, pasó a formar parte de la provincia de Zamora, dentro de la Región Leonesa, quedando integrado en 1834 en el partido judicial de Puebla de Sanabria. En torno a 1850, el antiguo municipio de Paramio se integró en el de Robleda, que en la década de 1910 pasó a denominarse Robleda-Cervantes.

## Dependencia administrativa
- Judicial y notarialmente: Puebla de Sanabria.
- Eclesiásticamente: Diócesis de Astorga (Arciprestazgo de Sanabria).
- Militarmente: VII Región Militar (noroccidental con base en La Coruña).
- Académicamente: Distrito Universitario de Salamanca.